# Guido Manuli
Guido Manuli (Cervia, 11 de juny de 1939) és un animador, dissenyador i director de cinema italià.
Guido Manuli va començar la seva carrera a Milà, on es va traslladar, començant com a il·lustrador. L'any 1960 va començar a treballar amb Bruno Bozzetto cobrint diverses funcions, inclosa la d'animador, dissenyador, director i director artístic. Va treballar per a Bruno Bozzetto en llargmetratges d'animació: West and Soda, Vip - Mio fratello superuomo, Allegro non troppo, i també en saga del senyor Rossi. Al mateix temps fa temes de televisió i personatges per a televisió i publicitat com "Donna Rosa", "Cavallino Michele", "Johnny Bassotto", il papagall de Portobello i, per la Radiotelevisione svizzera di lingua italiana, Scacciapensieri i Mr. Hiccup. Al XII Festival Internacional de Cinema Fantàstic i de Terror va guanyar el premi al millor curtmetratge per Fantabiblical.
Des de l'any 1982 com a autònom realitza anuncis i videoclips, mentre que segueix fent acrònims i programes de televisió per a RAI i cadenes privades. Realitza nombrosos curtmetratges projectats i premiats en festivals internacionals.
El 1990 va fer el tema d'animació de la segona temporada de la sèrie de televisió Don Tonino, amb Andrea Roncato i Gigi Sammarchi. El 1991 va guanyar un David di Donatello, al millor argument, ex aequo amb Maurizio Nichetti, per la pel·lícula Volere volare. El 1994 va dirigir L'eroe dei due mondi. El 1999 dirigeix Chi ha paura?, una coproducció de Rai, DIC Entertainment de Los Angeles.
L'any 2001 va dirigir "Aida degli Alberi". Amb l'estudi d'animació Maga i Rai Fiction va completar el 2007/2012 la sèrie en CGI 3D completa Acqua in bocca.

## Filmografia

### Llargmetratges
- West and soda (1965) guionista
- Vip - Mio fratello superuomo (1968) guionista
- Allegro non troppo (1976) guionista
- Il signor Rossi cerca la felicità (1976) guionista
- I sogni del signor Rossi (1977) guionista
- Le vacanze del signor Rossi (1978) guionista
- Domani si balla! (1982) guionista
- Volere volare (1991) direcció Maurizio Nichetti/Guido Manuli
- L'eroe dei due mondi (1994)
- Chi ha paura? (2000)
- Aida degli alberi (2001)

### Curtmetratges d'animació
- Opera
- Rondo' Veneziano - La Serenissima
- Striptease
- Fantabiblical
- Countdown
- S.O.S.
- Erection
- Solo un bacio
- Incubus
- Trailer
- Più uno meno uno
- Istruzioni per l'uso
- Casting
- Loading
- La vie en...
- Sexy Symphony
- I love Hitchcock

### Sèries de televisió
- Mr. Hiccup
- Puppies and Kitties
- Le storie di Farland
- Acqua in bocca (sèrie d'animació) (2007-2008-2011)

## Reconeixements
- Premi Referendum della Critica al Salone Internazionale dei Comics del 1980 per S.O.S..
- Premi Fantoche al Salone Internazionale dei Comics del 1990 pel millor llargmetratge (+1-1).